# Ulanga (Distrikt)
Ulanga ist ein Distrikt der tansanischen Region Morogoro mit dem Verwaltungssitz im Mahenge. Der Distrikt grenzt im Norden an die Distrikte Kilombero und Ifakara (TC), im Osten an die Region Lindi, im Süden an die Region Ruvuma und im Westen an den Distrikt Malinyi.

## Geographie
Der Distrikt hat eine Größe von 10.689 Quadratkilometer und 232.895 Einwohner (Volkszählung 2022). Das Land liegt zwischen dem Fluss Mafinji im Westen, dem Kilombero im Norden und dem Luwegu und dem Mbarangandu im Südosten. Das Tal des Kilombero, der die Nordwestgrenze bildet, ist ein breites Sumpfgebiet. Südlich schließt sich ein gebirgiges Plateau mit Höhen bis 1500 Meter über dem Meer an. Darin eingeschnitten sind die Täler des Luwegu und des Mbarangandu. Das Gebiet zwischen den Flüssen ist der Teil des Selous-Wildreservats. Das Klima ist größtenteils warm und gemäßigt, Cwa nach der effektiven Klimaklassifikation. Es gibt zwei Regenzeiten. Kurze Regenschauer fallen von November bis Januar, lange Regenfälle von März bis Mai. Insgesamt regnet es jährlich 800 bis 1600 Millimeter. Die Tagesdurchschnittstemperaturen reichen von 18 Grad Celsius im Juli bis 25 Grad Celsius im November.

## Geschichte
Als die Region Morogoro im Jahr 1962 nach der Unabhängigkeit von Tanganjika gegründet wurde, war Ulanga einer der drei Distrikte der Region. Der Distrikt Malinyi wurde nach 2012 von Ulanga abgespaltet.

## Verwaltungsgliederung
Der Distrikt ist in die vier Divisionen Vigoi, Mwaya, Ruaha und Lupiro sowie in 21 Bezirke (Wards) gegliedert:
- Chilombola
- Euga
- Ilonga
- Iragua
- Isongo
- Ketaketa
- Kichangani
- Lukande
- Lupiro
- Mahenge Mjini
- Mawasiliano
- Mbuga
- Milola
- Minepa
- Msogezi
- Mwaya
- Nawenge
- Ruaha
- Sali
- Uponera
- Vogoi

## Bevölkerung
Die größte ethnische Gruppe in Ulanga sind die Wapogoro. Die wichtigste Religion des Distriktes ist das Christentum. Mahenge ist römisch-katholischer Bischofssitz. Die Diözese umfasst ein Gebiet von 25.000 Quadratkilometer und hat 300.000 Einwohner, wovon mehr als 200.000 katholisch sind.

## Einrichtungen und Dienstleistungen
- Bildung: In Ulanga besuchen 26.166 Schüler eine von 59 öffentlichen Grundschulen, wo sie von 734 Lehrern unterrichtet werden. Damit kommen auf einen Lehrer vierzig Schüler. Von den 22 weiterführenden Schulen sind 18 staatlich. In diesen unterrichten 396 Lehrer 5098 Schüler (Stand 2016).[11]
- Gesundheit: Im Distrikt gibt es ein staatliches Krankenhaus, zwei Gesundheitszentren und 22 Apotheken.[12] Das Krankenhaus Mahenge ist mit dem Tropeninstitut München, der Technischen Universität München, der University of British Columbia in Vancouver und der Universität Innsbruck ein Mitglied in der Arbeitsgruppe globale (internationale) Neurologie/Neuroinfektiologie.[13]
- Wasser: Die wichtigsten Quellen liegen in den Bergen Nawenge und Ruaha. Insgesamt haben drei Viertel der Bevölkerung Zugang zu sicherem und sauberem Wasser (Stand 2019).[14]

| Von der Gesamtfläche entfällt die Hälfte auf das Selous Wildreservat, fünf Prozent auf Waldreservate und acht Prozent auf offenen Wald. Fast ein Drittel wird landwirtschaftlich genutzt. - Landwirtschaft: Rund 90 Prozent der Bevölkerung leben von der Landwirtschaft. Diese wird überwiegend kleinbäuerlich und ohne Bewässerung betrieben. Die wichtigsten Feldfrüchte sind Reis und Mais. Klimawandel und Brände verursachen eine starke Entwaldung, was zu Bodenerosion und einem Rückgang der Ernten führt. - Straßen: Der Distrikt hat größtenteils unbefestigte Straßen. Auch die Verbindung von Mahenge nach Ifakara im Norden, die Nationalstraße T16, ist nicht befestigt. | Hier fehlt eine Grafik, die leider im Moment aus technischen Gründen nicht angezeigt werden kann. Wir arbeiten daran! |

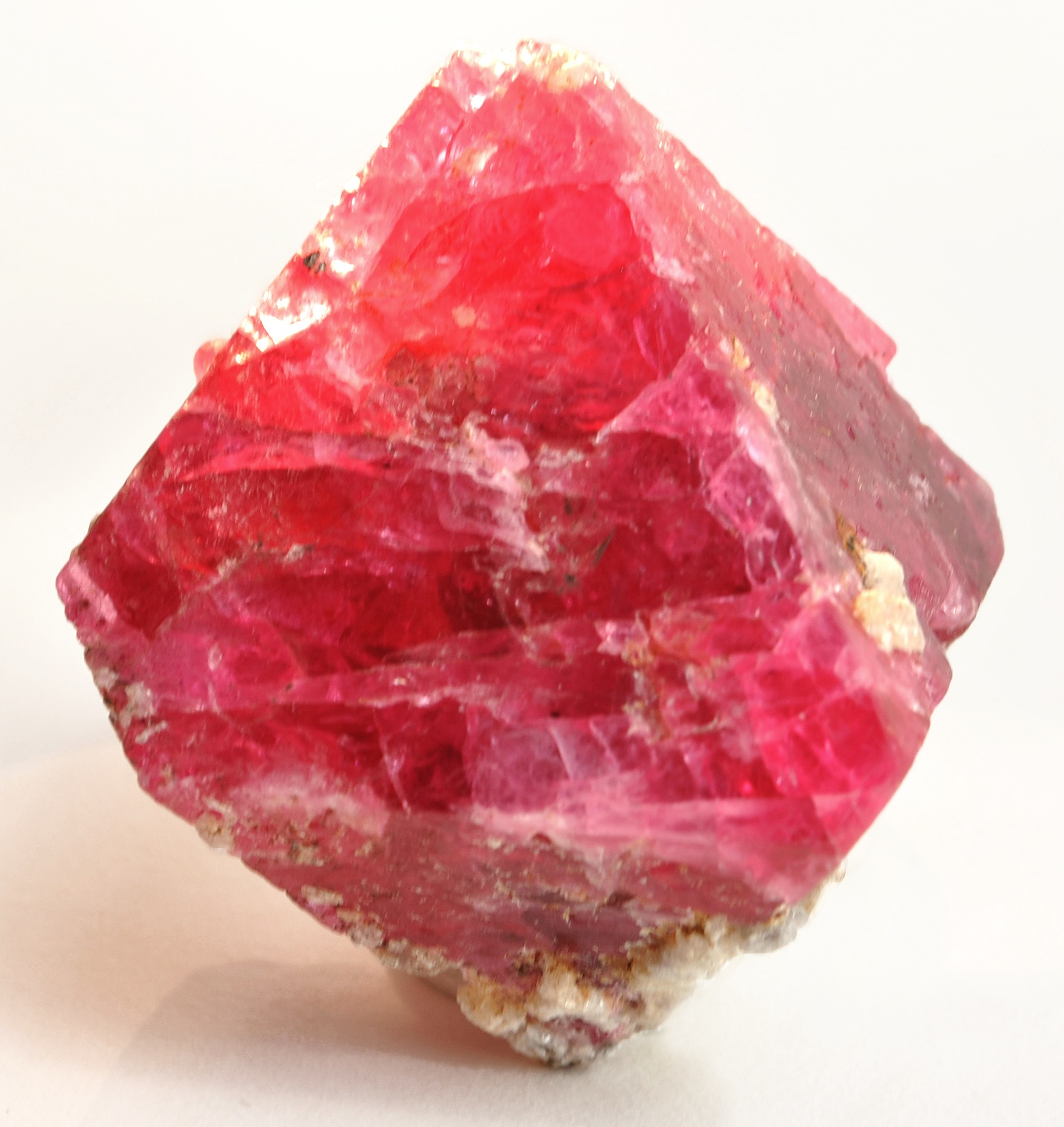
Spinell aus Mahenge

- Edelsteine: Das Gebiet um Mahenge ist ein wichtiger Fundort von Edelsteinen, vor allem Spinell, Rubin und Granat werden gefunden.[18]
- Graphit: Eine Studie des Jahres 2020 zeigte, dass 10 Kilometer von Mahenge entfernt rund 60 Millionen Tonnen Graphit mit einer Reinheit von 9,8 Prozent lagern.[19] Im Dezember 2020 unterzeichnete die koreanische Firma POSCO einen Vertrag zum alleinigen Abbau dieser Bodenschätze.[20]

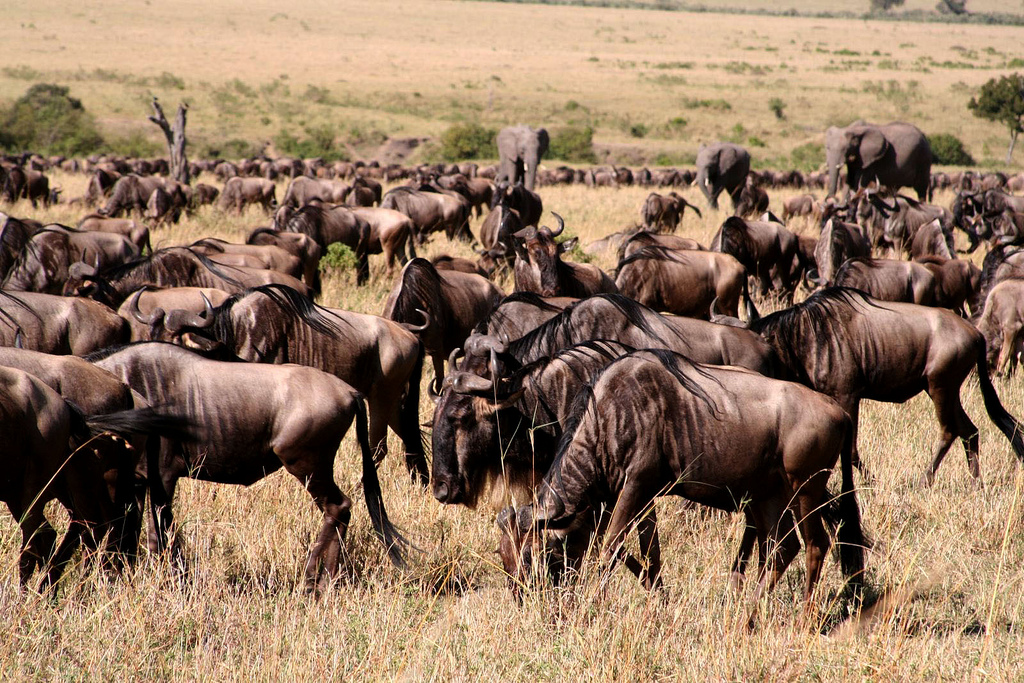
Gnuherde im Selous Wildreservat

## Sehenswürdigkeiten
- Selous Wildreservat: Im Südosten hat der Distrikt Anteil am 50.000 Quadratkilometer großen Selous Wildreservat. Dieses wurde wegen seiner Naturbelassenheit, seiner großen Anzahl an Elefanten, Spitzmaulnashörnern, Geparden, Giraffen, Nilpferden und Krokodilen und wegen der Vielfalt an Lebensräumen im Jahr 1982 zum UNESCO-Welterbe erklärt.[21]

## Religion
- Mahenge ist der Sitz eines römisch-katholischen Bischofs. Im Jahr 2019 waren rund zwei Drittel der 350.000 Bewohner des Bistums Katholiken.[22]
- Die Mühlviertler Pfarre Katsdorf pflegt seit 2010 eine Partnerschaft mit der Pfarre Igota, die 40 Kilometer nördlich der Distrikthauptstadt Mahenge liegt.[23][24]